# 김지혜 (1983년)
김지혜(金知慧, 1983년 12월 25일 ~ )는 대한민국의 정치인이다.

## 학력
- 숙명여자대학교 유아교육학과 학사
- 숙명여자대학교 대학원 유아교육학 석사
- 단국대학교 대학원 교육학박사과정 재학중

### 명예 박사 학위
- 비전국제대학교 명예박사

## 경력
- 2010.07 ~ 2014.06 제6대 경기도 오산시의회 의원 (전국 최연소 의원)
- 2012.07 ~ 2014.06 제6대 경기도 오산시의회 후반기 부의장
- 2014.07 ~ 2018.06 제7대 경기도 오산시의회 의원

## 수상
- 2013년 제11회 의정대상
- 2016년 경기언론인엽합회 제6회 의정대상 기초의원부문
- 2017년 인천일보 제2회 경기의정대상 기초의원부문

## 역대 선거 결과
|  | 21.14% |

|  | 30.84% |

|  | 12.71% |

|  | 49.85% |